# Pelé (álbum)
Pelé é um álbum de 1977 do compositor e arranjador brasileiro Sérgio Mendes e do jogador de futebol brasileiro Pelé . Foi a trilha sonora de um documentário sobre a vida de Pelé.  O álbum foi a estreia de Pelé como cantor e compositor. Pelé canta em "Meu Mundo É uma Bola" e "Cidade Grande", acompanhado em grande parte por Gracinha Leporace . 

## Recepção
Fred Beldin revisou a reedição do álbum para Allmusic e escreveu que "... os sons são tão cadenciados e tropicais quanto todo o trabalho do especialista em jazz leve brasileiro, embora haja alguns momentos de reflexão silenciosa que são inesperados. Embora muitas celebridades não musicais tenham se envergonhado com suas tentativas de estrelato pop, as contribuições de Pelé são agradáveis e discretas". Beldin escreveu sobre os vocais de Pelé e Gracinha Leporace que seus "tons suaves e doces se misturam suavemente com o astro do futebol para garantir que ele nunca entre em território discordante". 
| Críticas profissionais | Críticas profissionais |
| Avaliações da crítica  | Avaliações da crítica  |
| Fonte                  | Avaliação              |
| ---------------------- | ---------------------- |

## Lista de músicas
1. "O Coração do Rei" – 1:35
2. "Meu Mundo É uma Bola (My World Is a Ball)" – 4:07
3. "Memorias (Memórias)" – 1:06
4. "Nascimento (Birth)" – 0:31
5. "Voltando a Bauru (Back to Bauru)" – 2:52
6. "Cidade Grande" – 0:50
7. "Cidade Grande" – 2:24
8. "Alma Latina (Latin Soul)" – 3:21
9. "A Tristeza do Adeus" – 1:32
10. "A Tristeza do Adeus" – 4:44
11. "Na Bahia (na Bahia)" – 2:43
12. "Amore e Agressão (Love and Aggression)" – 3:26
13. "Meu Mundo É uma Bola (My World Is a Ball)" – 3:52

## Pessoal
- Pelé – vocais em "Meu Mundo É uma Bola (My World Is a Ball)" e "Cidade Grande (Big City)"
- Gracinha Leporace, Carol Rogers – vocais
- Gerry Mulligan – saxofone barítono, saxofone alto
- Bill Dickinson – contrabaixo
- Oscar Castro-Neves – guitarra
- Chico Spider – teclados
- Jim Keltner – bateria
- Chacal, Laudir De Oliveira, Steve Forman – percussão
- Sérgio Mendes – arranjador, produtor
- Geoff Gillette – engenheiro